# Short 330
El Short 330 (también conocido como SD3-30) es un avión de línea regional diseñado y construido por el fabricante aeronáutico británico Short Brothers. Es capaz de transportar un total de 30 pasajeros, siendo una aeronave de bajo coste operativo y de mantenimiento en la fecha en que fue introducido. El 330 es un desarrollo del avión utilitario SC.7 Skyvan, y a partir de él, se desarrollaron dos variantes: el avión de pasajeros Short 360 y el avión de transporte C-23A Sherpa.

## Variantes
- 330-100: Versión inicial de producción, equipada con motores Pratt & Whitney Canada PT6A-45A y -45B.[2]
- 330-200: Versión con mejoras menores y cambio por la planta motriz Pratt & Whitney Canada PT6A-45R de mayor potencia.[2]
- 330-UTT: (Utility Tactical Transport) versión del 330-200, con piso reforzado, y puerta de cargo de mayor tamaño.
- Sherpa: Variante de transporte del 330-200 con compuerta de carga trasera.
- C-23 Sherpa: Versión militar del Short Sherpa.

## Usuarios

### Usuarios Civiles
Un total de 24 unidades del Short 330 están en servicio operativo, con Air Cargo Carriers (13), Corporate Air (3), Arctic Circle Air Service (2), Deraya Air Taxi (2), Mountain Air Cargo (2) y McNeely Charter Service (1).

### Usuarios Militares
Estados Unidos
- Fuerza Aérea de los Estados Unidos (C-23)
- Ejército de los Estados Unidos (C-23)

### Antiguos usuarios militares
Tanzania
- Fuerza Aérea Tanzana

 Tailandia
- Real Fuerza Aérea Tailandesa
- Real Ejército Tailandés
- Policía Fronteriza de Tailandia[4]

 Emiratos Árabes Unidos
- Fuerza Aérea de los Emiratos Árabes Unidos (Short 330-UTT)[5]

### Antiguos usuarios Civiles
Argentina
- Líneas Aéreas Privadas Argentinas

 Venezuela
- Aeronaves del Centro

## Especificaciones (330-200)
Referencia datos: Jane's All the World's Aircraft, 1988-1989

### Características generales
- Tripulación: 2 pilotos
- Capacidad: 30 pasajeros
- Longitud: 17,7 m (58 ft)
- Envergadura: 22,8 m (74,7 ft)
- Altura: 5 m (16,2 ft)
- Superficie alar: 42,1 m² (453,2 ft²)
- Perfil alar: NACA 63A series (modificada)
- Peso vacío: 6680 kg (14 722,7 lb)
- Peso máximo al despegue: 10 387 kg (22 892,9 lb)
- Planta motriz: 2× turbopropulsores Pratt & Whitney Canada PT6A-45-R.
  - Potencia: 893 kW (1231 HP; 1214 CV) cada uno.

### Rendimiento
- Velocidad nunca excedida (Vne): 455 km/h (283 MPH; 246 kt)
- Velocidad crucero (Vc): 352 km/h (219 MPH; 190 kt)
- Velocidad de entrada en pérdida (Vs): 136 km/h (85 MPH; 73 kt)
- Alcance: 1695 km (915 nmi; 1053 mi)
- Techo de vuelo: 6400 m (20 997 ft)
- Régimen de ascenso: 6 m/s (1181 ft/min)
- Carga alar: 247 kg/m² (50,6 lb/ft²)

### Desarrollos relacionados
- Short Skyvan
- Short 360
- C-23 Sherpa